# Britanska čezmorska ozemlja
Britanska čezmorska ozemlja (angleško British Overseas Territories) je skupno ime za štirinajst ozemelj, ki spadajo pod jurisdikcijo Združenega kraljestva. So ostanki Britanskega imperija, ki niso pridobili samostojnosti. Ime Britanska čezmorska ozemlja je bilo uvedeno leta 2002 in je zamenjalo prejšnji naziv Britanska odvisna ozemlja, ki je bil v veljavi od leta 1981. Prej so se ozemlja imenovala Kronske kolonije.
Vsa ozemlja, razen Britanskega antarktičnega ozemlja (ki obsega raziskovalne postaje), Akrotirija in Dhekelie ter Britanskega ozemlja v Indijskem oceanu (ki sta vojaški bazi), imajo stalno prebivalstvo. Skupno obsegajo približno 1.727.570 km² (večina v Britanskem antarktičnem teritoriju) in imajo 260 tisoč prebivalcev.
Jersey, Guernsey in Otok Man ne spadajo med Britanska čezmorska ozemlja, ampak se imenujejo Kronske odvisnosti (Crown dependencies) in imajo v nasprotju z britanskimi čezmorskimi ozemlji ločeno upravo, so pa neposredna posest britanske krone.
Britanska čezmorska ozemlja je treba razlikovati tudi od Skupnosti narodov, ki je prostovoljno združenje 54 neodvisnih držav, ki so bile v zgodovini kakorkoli povezane z Združenim kraljestvom. 16 od teh 54 držav je ohranilo sistem monarhije in ima na čelu države britanskega kralja, čeprav so popolnoma neodvisne od Združenega kraljestva.

## Seznam trenutnih ozemelj
14 Britanskih čezmorskih ozemelj je:
| Zastava | Grb | Ime                                         | Položaj                          | Geslo | Površina      | Število prebivalcev                                        | Glavno mesto                                                                   |
| ------- | --- | ------------------------------------------- | -------------------------------- | --- | ------------- | ---------------------------------------------------------- | ------------------------------------------------------------------------------ |
|         |     | Angvila                                     | Karibi                           | Strength and Endurance (Moč in vzdržljivost)                                                                                  | 146 km²       | 13.500                                                     | The Valley                                                                     |
|         |     | Bermudi                                     | Karibi                           | Quo fata ferunt (Kamor nas bo nesla usoda)                                                                                    | 54 km²        | 64.000                                                     | Hamilton                                                                       |
|         |     | Britansko antarktično ozemlje               | Antarktika                       | Research and discovery (Raziskovanje in odkrivanje)                                                                           | 1.709.400 km² | 50 pozimi; več kot 400 poleti                              | Raziskovalna postaja Rothera (glavna baza)                                     |
|         |     | Britansko ozemlje v Indijskem oceanu        | Indijski ocean                   | In tutela nostra Limuria (Limurija je naš cilj)                                                                               | 46 km²        | Približno 3.000 britanskih in ameriških                    | Diego Garcia (baza)                                                            |
|         |     | Britanski Deviški otoki                     | Karibi                           | Vigilate (Čujte) | 153 km²       | 27.000                                                     | Road Town                                                                      |
|         |     | Kajmanji otoki                              | Karibi                           | He hath founded it upon the seas (On ga je utrdil na morjih)                                                                  | 264 km²       | 51.384                                                     | George Town                                                                    |
|         |     | Falklandski otoki                           | Južni Atlantski ocean            | Desire the right (Želi si pravice)                                                                                            | 12.173 km²    | 2.955                                                      | Stanley                                                                        |
|         |     | Gibraltar                                   | Iberski polotok                  | Nulli expugnabilis hosti (Noben sovražnik nas ne bo izgnal)                                                                   | 6,5 km²       | 28.800                                                     | Gibraltar                                                                      |
|         |     | Montserrat                                  | Karibi                           | Each endeavouring, all achieveing (Vsak si prizadeva, vsi dosežemo)                                                           | 101 km²       | 4.655                                                      | Plymouth (zapuščen zaradi vulkanskega izbruha—de facto glavno mesto je Brades) |
|         |     | Pitcairn                                    | Tihi ocean                       | | 45 km²        | 67                                                         | Adamstown                                                                      |
|         |     | Sveta Helena, Ascension in Tristan da Cunha | Južni Atlantski ocean            | Loyal and Unshakeable (Zvest in neomajen) (Sveta Helena) Our faith is our strength (Naša vera je naša moč) (Tristan da Cunha) | 420 km²       | 4.255 (Sveta Helena) 1.275 (Ascension in Tristan da Cunha) | Jamestown                                                                      |
|         |     | Južna Georgia in Južni Sandwichevi otoki    | Južni Atlantski ocean            | Leo terram propriam protegat (Naj lev varuje svojo deželo)                                                                    | 4.066 km²     | 99                                                         | King Edward Point (Grytviken)                                                  |
|         |     | Suvereni coni Akrotiri in Dhekelia          | Ciper, vzhodno Sredozemsko morje | | 255 km²       | 14.000 britanskih vojakov                                  | Episkopi Cantonment                                                            |
|         |     | Otoki Turks in Caicos                       | Karibi                           | "Beautiful by nature, clean by choice" (Lepi po naravi, čisti po izbiri)                                                      | 430 km²       | 32.000                                                     | Cockburn Town                                                                  |